# Música de l'antiguitat
La música de l'antiguitat és la història de la música de l'edat antiga i (donat que la música és una cosa connatural a l'ésser humà, com ha provat l'antropologia) també de la que es produïa en períodes anteriors, no històrics (la Prehistòria), tot i que per uns períodes hi haurà testimonis escrits i per a altres únicament les restes de la cultura material lligada a la música (els propis instruments musicals).
No s'ha de confondre la Música de l'antiguitat amb el concepte de Música antiga, que s'utilitza de forma equivalent a la música clàssica anterior al segle xviii i limitada geogràficament a l'Europa occidental.

## La música a la Prehistòria
Des que hi ha persones sobre la terra, hi ha manifestacions musicals, ja que aquestes són conseqüència de la necessitat de la humanitat de comunicar-se o d'expressar sentiments. Fins i tot abans que l'espècie humana fabriqués instruments musicals ja feia música cantant, aplaudint o colpejant objectes. L'antropologia ha demostrat l'íntima relació entre l'espècie humana i la música, i mentre que algunes interpretacions tradicionals vinculaven la seva aparició a activitats intel·lectuals vinculades al concepte del sobrenatural (fent complir una funció de finalitat supersticiosa, màgica o religiosa), actualment se la relaciona amb els rituals d'aparellament i amb el treball col·lectiu. Aquestes primeres cançons es farien a base de moltes repeticions o eren d'un àmbit melòdic molt limitat, molt properes al llenguatge parlat. Es conserven empremtes d'un cert llenguatge musical en uns jeroglífics que indiquen l'ascens o descens del so mitjançant el moviment de la mà.

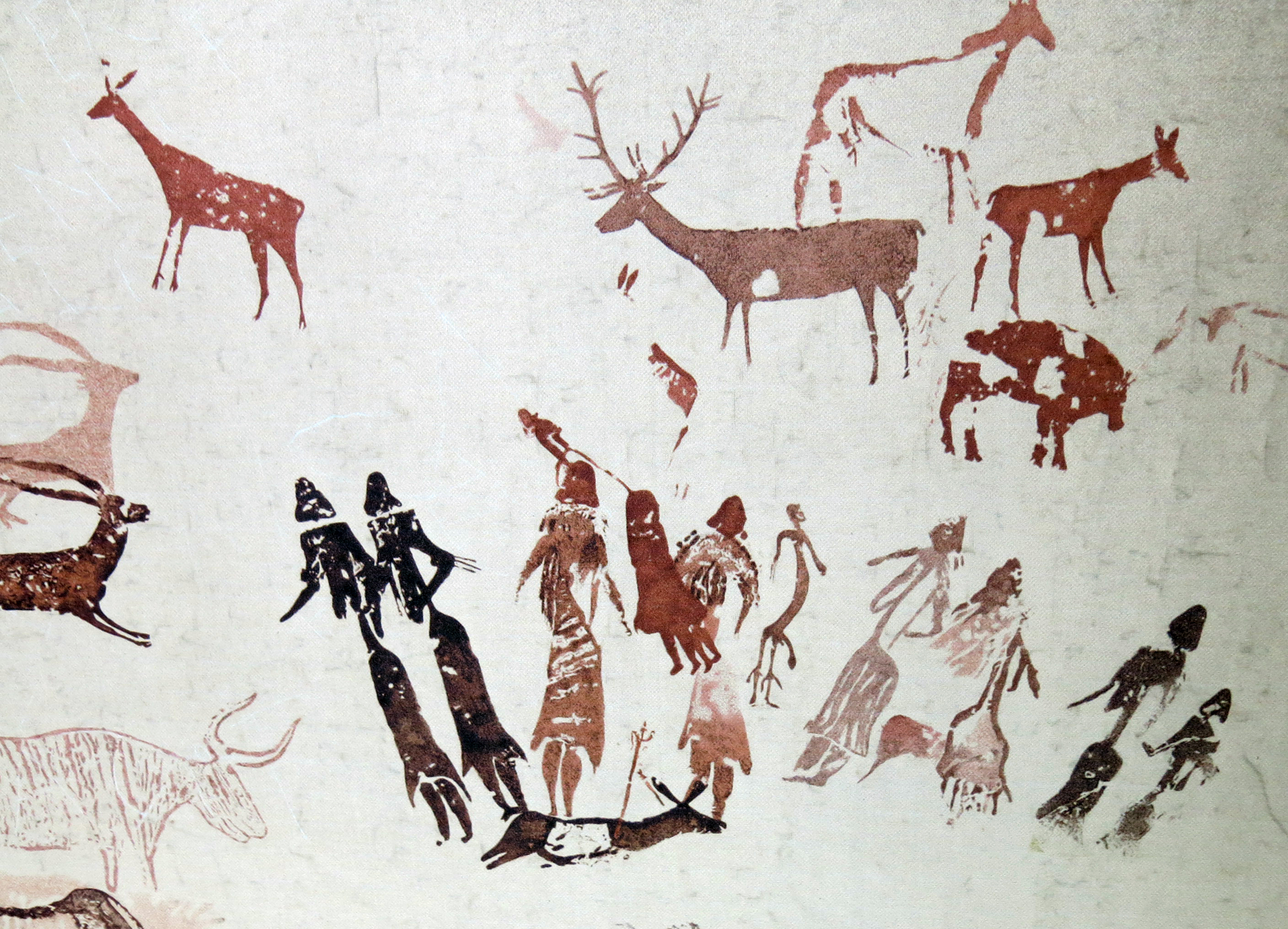
Dansa a les Coves del Cogul (Lleida). En aquesta pintura rupestre diverses dones dansen al voltant d'un home nu. Els ritus associats amb danses i ritmes repetitius eren habituals en gairebé totes les cultures prehistòriques.

Per l'humà primitiu hi havia dos senyals que evidenciaven la separació entre vida i mort: el moviment i el so. Els ritus de vida i mort es desenvolupen en aquesta doble clau. En l'anomenat art prehistòric dansa i cant es fonen com a símbols de la vida mentre que quietud i silenci es conformen com a símbols de la mort.
L'home primitiu era música a la natura i en la seva pròpia veu. També va aprendre a valer-se de rudimentaris objectes (ossos, canyes, troncs, petxines ...) per a produir sons.
Hi ha constància que fa uns 50 segles en Sumèria ja comptaven amb instruments de percussió i corda (lira i arpa). Els cants cultes antics eren més aviat lamentacions sobre textos poètics.
A la prehistòria apareix la música en els rituals de caça o de guerra i en les festes on, al voltant del foc, es dansava fins a l'esgotament. La música està basada principalment en ritmes i moviments que imiten els animals. Les manifestacions musicals de l'humà consisteixen en l'exteriorització dels seus sentiments a través del so emanat de la seva pròpia veu i amb la finalitat de distingir de la parla que utilitza per comunicar-se amb altres éssers.
Els primers instruments van ser objectes, estris o el mateix cos de la persona que podien produir sons. Aquests instruments podem classificar-los en a)  Autófonos : aquells que produeixen sons per mitjà de la matèria amb què estan construïts, b)  membranòfons : sèrie d'instruments més senzills que els construïts per la humanitat. Tambors: fets amb una membrana tirant, sobre una nou de coco, un recipient qualsevol o una veritable i autèntica caixa de ressonància, c)  Cordòfons : de corda, l'arpa, d)  Aerófobos : el so s'origina en ells per vibracions d'una columna d'aire. Un dels primers instruments: la "flauta" en un principi construïda amb un os amb forats.

## La música en l'Edat Antiga

### Antic Orient
El concepte d'Antic Orient inclou les civilitzacions del Pròxim Orient (Mesopotàmia i Egipte, on sorgeix en primer lloc la civilització al voltant delIV mil·lenni aC) i a les de l'Extrem Orient (Índia, Xina i Japó, on les civilitzacions sorgeixen una mica més tard).

#### Antiga Xina: simbologia i textura en la música tradicional xinesa

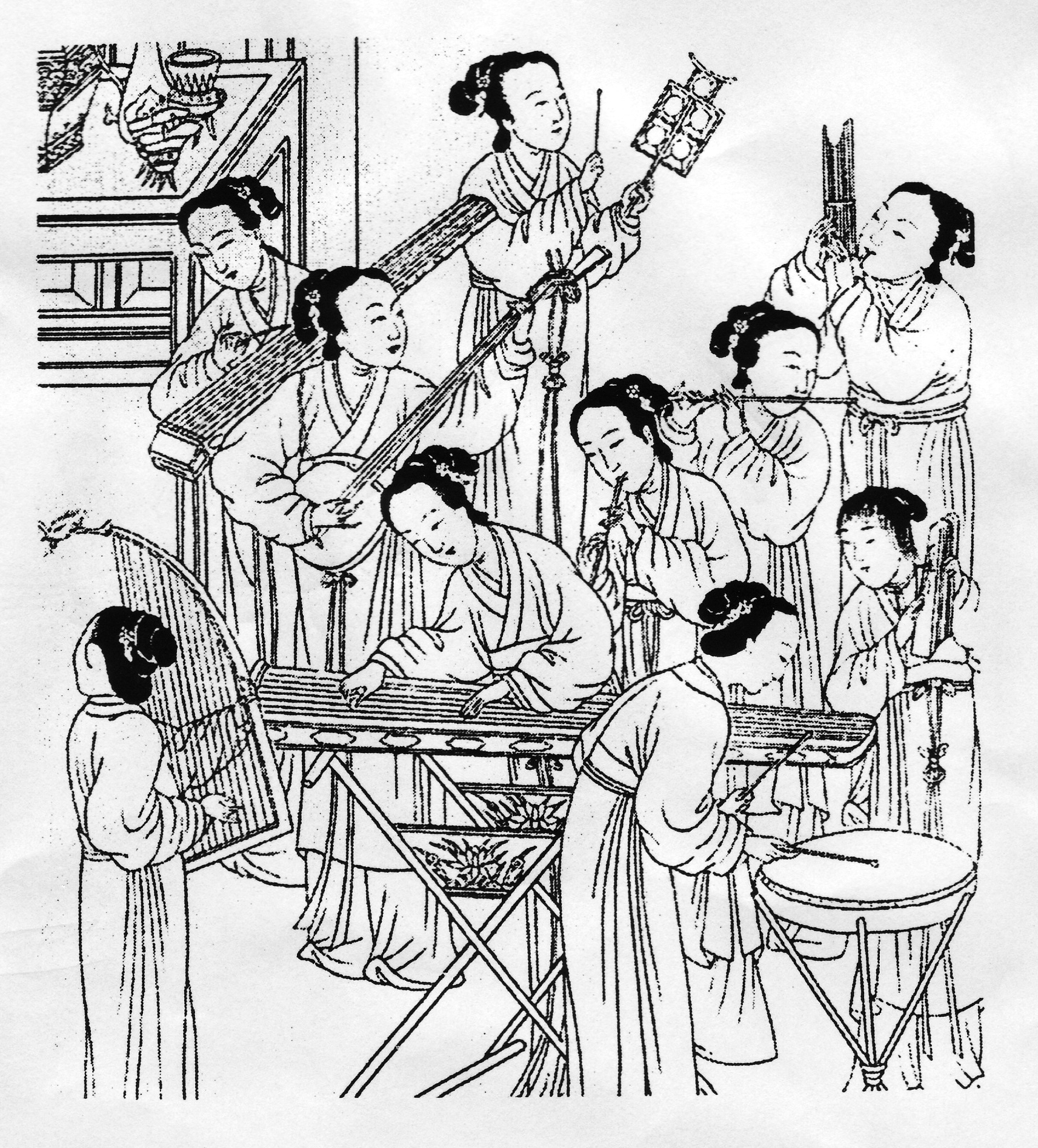
Representació dels instruments tradicionalment utilitzats en la música tradicional xinesa.

Des dels temps més antics, a la Xina la música era tinguda en màxima consideració. Totes les dinasties li dediquen un apartat especial. Encara avui la música Xina està amarada de la tradició secular, llegendària i misteriosa d'una de les filosofies més antigues del món.
Al teatre xinès tradicional, la música té un paper fonamental annex a les representacions. Els paràmetres a l'hora de triar els repertoris sempre han estat concordants amb la recerca de l'harmonia social dins del context històric de cada moment, amb la seva estètica corresponent.
Els xinesos han d'haver percebut l'alçada relativa dels sons de manera empírica, sense necessitat de  Fengs  humans ni mitològics, sense amanyacs d'onades ni enviats a l'Olimp xinès. Com a cosa natural devien haver relacionat les diferents longituds dels tubs amb els diferents sons que en aquests s'obtenen. No és estrany, tampoc, que els hagin aplicat la relació 3:2, ja que aquesta tenia per a ells un valor simbòlic. harmonitzar el cel amb la terra.
Un sistema musical "representa l'inventari de sons que es val una música, l'alçada i distància de sons musicals entre si". Si ubiquem ue correspon a una cinquena justa, una mica més noia que la que s'obté amb cordes. Aquest principi s'anomena cíclic, perquè el total de sons que integra l'escala repertori, es va generant per una constant matemàtica en les longituds dels tubs que integren el sistema. Musicalment es manifesta per intervals de cinquena justa en ascendir i de quarta justa al baixar.
L'explicació acústica que sustenta aquest sistema musical és el de la cinquena bufada. Si bufem amb força en un tub tancat, corresponent, per exemple, a  Fa4  s'obtindrà una cinquena justa superior, és a dir  Do5 . Però aquest Do5 també es pot obtenir bufant normalment en un altre tub que mesuri dos terços de la longitud del primer.
En tallar un tercer tub, que mesuri dos terços de  Do5  s'obtindrà una cinquena justa superior a  Do5 , és a dir,  Sol5 . Com aquest so està molt allunyat de  Huang-chung , es duplica la seva longitud i s'obté Sol4, atès que la relació doble correspon a la vuitena.
Però els teòrics xinesos es van adonar que podien obtenir aquest mateix Sol4, tallant un tub que mesurés quatre terços de Do5.
Treballant així, i sempre successivament amb les relacions dos terços i quatre terços, van arribar a l'escala dels 12 lu, amb la qual s'arriba a la vuitena. No la vuitena justa, per cert, ja que la raó 1:2 mai equival a l'equació 12 2/3. Van obtenir llavors, una escala dodecafònica de temperament desigual.
El perill d'aquesta escala cíclica és que, per més precaucions que s'adoptin, les fraccions es fan cada vegada més complicades i irreductibles a nombres enters. Si atorguem el nombre vuitanta-u al  huang-chung  i li apliquem el principi cíclic (2/3 - 4/3) en arribar al sisè dl comencen números amb fraccions, i cada vegada es fan més complicades les equacions a realitzar: 81  - 54 - 72-48 - 64 - 42,666-56,888 - etc. , mers dl per la seva escala usual.

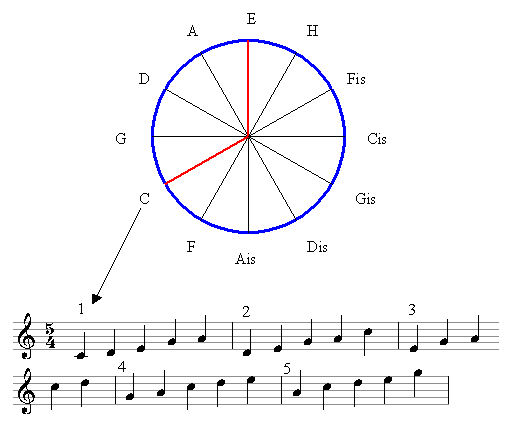
Sistema tonal xinès tradicional.

Al s.IV aC els teòrics xinesos van tractar d'arxivar les cinquenes per arribar a la vuitena, és a dir, van intentar el temperament igual, però només l'any 1596 el Príncep Tsai-Yu proposa afinar els tubs segons un principi equivalent al temperament igual.
Per l'afinació dels lu no s'altera, els van construir en pedra o metall, materials més durables que les canyes de bambú. Els dl construïts amb lloses constituir els litòfon o carilló de pedra. En un començament eren dotze lloses, després s'afegien sis més. Els litòfons no eren instruments melòdics pròpiament dit, sinó punts de r'i-tse  (instruments) i  Chung-dl  (cant) i en record dels primers avantpassats en  wu-i  (instruments) i  Chia- chung  (cant). Tot això havia de relacionar-se, així mateix, amb danses específiques.
Els litòfon de dotze lloses s'ubicaven en dues fileres de sis cadascuna. La filera inferior corresponia als dl senars (principi YAN, masculí) i la superior als dl parells (principi YIN, femení). Segons VAN Aalst, el primer lu és la perfecció en si mateix, ja que depèn tot el sistema, és la font d'origen d'aquest, és el sistema en potència. Per això a la filera senar li corresponia el principi YAN.
Cada vegada que un tub masculí produeix un femení, el masculí, és marit i el femení dona. Cada vegada que un tub femení produeix un masculí, el tub femení és la mare i el masculí el fill.
Els cinc primers sons del cicle de quintes constitueixen l'escala usual bàsica, pentatònica anhemitonal (sense semitons).
Des de l'any 1300 aC s'usaven només les cinc primeres notes de la sèrie on cinc transposicions modals, és a dir que prenent com a tònica cada un dels seus sons, el nombre teòric de modes possibles d'obtenir amb un litòfon de 12 lloses és de 60 modes pentatònics, i 84 si es tracta d'escales amb  sapiens . Aquest nombre d'escales possibles variava també segons les dinasties, i així mateix variava el nombre d'escales reals utilitzades.

#### Mesopotàmia
A Mesopotàmia els músics eren considerats persones de gran prestigi, acompanyaven el
monarca no només en els actes de culte sinó també en les sumptuoses cerimònies de palau i en
les guerres. L'arpa és un dels instruments més apreciats a Mesopotàmia.

#### Antic Egipte
La música a Egipte posseïa avançats coneixements que eren reservats per als
sacerdots, a l'Imperi Nou utilitzaven ja l'escala de set sons. Aquest poble va comptar amb
instrumentari ric i variat, alguns dels més representatius són l'arpa com a instrument
de corda i l'oboè doble com a instrument de vent.
La música egípcia intervenia en totes les etapes de la vida. Ballarina i flautistes acompanyaven als treballadors en el camp o en les festes de verema. Particular relleu o desenvolupament es donaria en els temples i cerimònies religioses.
També es va desenvolupar la música en l'àmbit militar.
Els instruments musicals que destaquen a Egipte són: l'arpa, la lira, el llaüt i el sistre.
El sistre és un instrument de percussió amb un marc de fusta en forma d'U i unes barres metàl·liques. En els instruments de vent comptaven amb la flauta recta i la xirimia doble i més en les desfilades militars es feia servir la trompeta.
Entre els personatges destacats en el món de la música egípcia destaquen: Pitàgores, un grec ensenyat en els temples egipcis que era un matemàtic musical. També Ptolemeu i Ctesibi, que va inventar l'òrgan hidràulic.
Instrument en què el subministrament d'aire dels tubs el dona un mecanisme que utilitza la pressió de l'aigua. Era una música no sistematitzada, però sabem que combinava una sèrie limitada de sons no gaire allunyats els uns dels altres.

### La música en l'Antiguitat clàssica
L'Antiguitat clàssica o grecoromana va donar origen a l'art clàssic que, en els seus aspectes d'art visual (i sobretot en escultura i arquitectura), va influir de manera extraordinària en la conformació de l'art occidental, així com la seva producció literària, filosòfica, científica i jurídica ho va fer igualment en la cultura de la civilització occidental. Els aspectes musicals, en canvi, no es van poder conservar de la mateixa manera, donada la seva pròpia naturalesa efímera i la seva transmissió mitjançant l'exemple, ja que no es van desenvolupar formes de notació musical. No obstant això hi ha testimonis literaris i reproduccions artístiques que permeten veure la importància de la música en aquesta època i llocs.

#### La música en l'antiga Grècia
És dels grecs d'on ve la paraula música (Mousiko) que engloba tant la poesia com la dansa i la música. Consideraven que la música té el seu origen en els déus i molts grecs com Plató la consideraven la base de l'educació. L'escriptura musical la realitzaven amb les lletres de l'alfabet. Com que hi ha diferents escales que al seu torn formaven modes, que és d'on deriven els nostres sons moderns. De la gran importància que la música va arribar a Grècia són mostra com esdeveniments com la competició musical que se celebrava cada any a Atenes, les cançons que acompanyaven les representacions teatrals i els freqüents festivals en honor del déu Dionís. Els instruments musicals més destacats van ser: l'arpa, la lira, la cítara, l'aulos (que és una mena de flauta de doble broc), els  krotala  (castanyoles) i els  kymbala  (címbals), el sistre i diversos tipus de tambors com ara el  tympanon .

A l'antiga Grècia, la música es va veure influenciada per totes les civilitzacions que l'envoltaven, donada la seva important posició estratègica. Cultures com la mesopotàmica, etrusca, egípcia o fins i tot les indoeuropees van ser d'important influència tant en les seves músiques com en els seus instruments musicals. Els grecs donaven molta importància al valor educatiu i moral de la música per això està molt relacionada amb el poema èpic. Apareixen els aedes que, acompanyats d'una lira, vagaven de poble en poble pidolant i guardant memòria oral de la història de Grècia i les seves llegendes. Va ser llavors quan es va relacionar la música estretament amb la filosofia. Els savis de l'època ressalten el valor cultural de la música. Pitàgores la considera una medicina per l'ànima, i Aristòtil la utilitza per arribar a la catarsi emocional.
Posteriorment apareix en Atenes el ditirambe, cants dirigits a Dionís, acompanyats de danses i l'aulos. Sorgeixen així mateix drames, tragèdies i comèdies d'una manera combinada però sense perdre la dansa, la música i la poesia.

#### La música en l'Antiga Roma
La música a Roma és hereva de la música en altres civilitzacions, especialment de la grega. Des de l'antiguitat van existir escoles de flauta i trompeta. En aquesta època adquireixen gran importància les representacions teatrals acompanyades per música i l'acompanyament musical a l'amfiteatre, a més joglars i acròbata actuaven pels carrers de la ciutat acompanyats de persones que tocaven la pandereta i la tíbia (flauta en forma d'os). Era freqüent que els patricis més rics donessin concerts a les seves viles.
Entre els instruments musicals de Roma destacaven trompetes i Ambal (plats metàl·lics), la tíbia i es valien de tambors i òrgans.
La música militar va tenir un gran desenvolupament en aquesta època.
Roma va conquistar Grècia, però la cultura d'aquesta era molt important, i encara que totes dues cultures es van fondre, Roma no va aportar res a la música grega. Això sí, va evolucionar a la manera romana, variant de vegades la seva estètica. Habitualment s'utilitzava la música en les grans festes. Eren molt valorats els músics virtuosos o famosos, afegint vessants humorístiques i disteses a les seves actuacions. Aquests músics vivien d'una manera bohèmia envoltats sempre de festes.
En els teatres romans es representaven comèdies a l'estil grec. Els autors més famosos van ser entre altres Plaute i Terenci. La tragèdia va tenir transcendència sent el seu màxim cultivador Sèneca. La música tenia un paper transcendental en aquestes obres teatrals.
A partir de la fundació de Roma passa una fita musical, els ludiones. Aquests eren uns actors d'origen etrusc que ballaven al ritme de les tibiae, una mena d'aulos. Els romans intenten imitar aquests arts i afegeixen l'element de la música vocal. A aquests nous artistes se'ls va denominar histrions que significa ballarins en etrusc. Cap música d'aquest estil ha arribat fins a nosaltres excepte un petit fragment d'una comèdia de Terenci.
Quan l'imperi romà es consolida, arriba la immigració que enriqueix considerablement la cultura romana. Van ser rellevants les aportacions de Síria, Egipte i Espanya. Tornen a aparèixer antics estils com la citarodia (versos amb cítara) i la citarística (cítara sola virtuosa). Eren habituals els certàmens i competicions en aquesta disciplina. Malgrat tot això, no és clar que Roma valorés la música d'una forma institucional o cultural.